# Национално знаме на Египет
Националното знаме на Египет (на арабски: علم مصر‎) е одобрен на 4 октомври 1984 г. Състои от три еднакви по големина и дължина ленти в червено, бяло и черно. По средата на бялата лента е изобразена фигура на орел (орелът на Саладин), стъпил върху свитък, на който е изписано името на страната на арабски език.

## Знаме през годините
- (1793 – 1844)
- (1844 – 1867)
- (1867 – 1881)
- (1881 – 1922)
- (1922 – 1953)
- (1953 – 1958)
- (1958 – 1971)
- (1972 – 1984)

## Подобни знамена
- Знаме на Cеверногермански съюз (1867 – 1871)